# Centaurea luschaniana
Centaurea luschaniana là một loài thực vật có hoa trong họ Cúc. Loài này được Heimerl ex Stapf mô tả khoa học đầu tiên năm 1885.